# Triflunordazepam
Il fenazepam è uno psicofarmaco appartenente alla categoria delle benzodiazepine che ha un'elevata affinità per il recettore GABA A e possiede effetti anticonvulsivanti.